# Prorocopis melanochorda
Prorocopis melanochorda là một loài bướm đêm trong họ Noctuidae.